# Fuscophialis brasiliensis
Fuscophialis brasiliensis är en svampart som beskrevs av B. Sutton 1977. Fuscophialis brasiliensis ingår i släktet Fuscophialis, divisionen sporsäcksvampar och riket svampar.   Inga underarter finns listade i Catalogue of Life.